# Liste des ministres finlandais des Affaires économiques et de l'Emploi
Cet article liste les ministres du ministère finlandais de l'Emploi et de l'Économie de Finlande et de leurs prédécesseurs, le ministère du Travail et le ministère du Commerce et de l'Industrie.

## Ministre du Travail
| Ministre,                            | Période,                        | Parti,                          | Gouvernement,                   |
| Ministre de la Force de travail      | Ministre de la Force de travail | Ministre de la Force de travail | Ministre de la Force de travail |
| ------------------------------------ | ------------------------------- | ------------------------------- | ------------------------------- |
| Veikko Helle (1911–2005)             | 1.3.1970 – 14.5.1970            | SDP                             | Koivisto I                      |
| Esa Timonen (1925–2015)              | 14.5.1970 – 15.7.1970           | amm.                            | Aura I                          |
| Veikko Helle (1911–2005)             | 15.7.1970 – 29.10.1971          | SDP                             | Karjalainen II                  |
| Keijo Liinamaa (1929–1980)           | 29.10.1971 – 23.2.1972          | amm.                            | Aura II                         |
| Veikko Helle (1911–2005)             | 23.2.1972 – 4.9.1972            | SDP                             | Paasio II                       |
| Valde Nevalainen (1919–1994)         | 4.9.1972 – 13.6.1975            | SDP                             | Sorsa I                         |
| Ilmo Paananen (1927–2014)            | 13.6.1975 – 30.11.1975          | amm.                            | Liinamaa                        |
| Paavo Aitio (1918–1989)              | 30.11.1975 – 29.9.1976          | SKDL                            | Miettunen II                    |
| Paavo Väyrynen (1946-)               | 29.9.1976 – 15.5.1977           | Kesk.                           | Miettunen III                   |
| Arvo Aalto (1932-)                   | 15.5.1977 – 26.5.1979           | SKDL                            | Sorsa II                        |
| Arvo Aalto (1932-)                   | 26.5.1979 – 20.3.1981           | SKDL                            | Koivisto II                     |
| Jouko Kajanoja (1942-)               | 20.3.1981 – 31.12.1982          | SKDL                            | Koivisto II                     |
| Veikko Helle (1911–2005)             | 31.12.1982 – 6.5.1983           | SDP                             | Sorsa III                       |
| Urpo Leppänen (1944–2010)            | 6.5.1983 – 30.4.1987            | SMP                             | Sorsa IV                        |
| Ministre du Travail                  |                                 |                                 |                                 |
| Matti Puhakka (1945-)                | 1.6.1989 – 26.4.1991            | SDP                             | Holkeri                         |
| Ilkka Kanerva (1948-)                | 26.4.1991 – 13.4.1995           | Kok                             | Aho                             |
| Liisa Jaakonsaari (1945-)            | 13.4.1995 – 15.4.1999           | SDP                             | Lipponen I                      |
| Sinikka Mönkäre (1947-)              | 15.4.1999 – 25.2.2000           | SDP                             | Lipponen II                     |
| Tarja Filatov (1963-)                | 25.2.2000 – 17.4.2003           | SDP                             | Lipponen II                     |
| Tarja Filatov (1963-)                | 17.4.2003 – 24.6.2003           | SDP                             | Jäätteenmäki                    |
| Tarja Filatov (1963-)                | 24.6.2003 – 19.4.2007           | SDP                             | Vanhanen I                      |
| Tarja Cronberg (1943-)               | 19.4.2007 – 26.6.2009           | Vihr.                           | Vanhanen II                     |
| Anni Sinnemäki (1973-)               | 26.6.2009 – 22.6.2010           | Vihr.                           | Vanhanen II                     |
| Anni Sinnemäki (1973-)               | 22.6.2010 – 22.6.2011           | Vihr.                           | Kiviniemi                       |
| Lauri Ihalainen (1947-)              | 22.6.2011 – 24.6.2014           | SDP                             | Katainen                        |
| Lauri Ihalainen (1947-)              | 24.6.2014 – 29.5.2015           | SDP                             | Stubb                           |
| Ministre de la Justice et du Travail |                                 |                                 |                                 |
| Jari Lindström (1965-)               | 29.5.2015–5.5.2017              | PS                              | Sipilä                          |
| Ministre du Travail                  |                                 |                                 |                                 |
| Jari Lindström (1965-)               | 5.5.2017 – 13.6.2017            | PS                              | Sipilä                          |
| Jari Lindström (1965-)               | 13.6.2017 – 6.6.2019            | Sin.                            | Sipilä                          |
| Timo Harakka (1962-)                 | 6.6.2019 – 10.12.2019           | SDP                             | Rinne                           |
| Tuula Haatainen (1960-)              | 10.12.2019 – 20.06.2023         | SDP                             | Marin                           |
| Arto Satonen (1966-)                 | 20.06.2023 – en cours           | Kok                             | Orpo                            |

## Ministre de l'Économie
| Ministre                                          | Parti  | Période                 | Gouvernement   |
| ------------------------------------------------- | ------ | ----------------------- | -------------- |
| Directeur du Comité du Commerce et de l'Industrie |        |                         |                |
| Heikki Renvall (1872–1955)                        | Nuors. | 27.11.1917 – 27.5.1918  | Svinhufvud I   |
| Heikki Renvall (1872–1955)                        | Nuors. | 27.5.1918 – 27.11.1918  | Paasikivi I    |
| Ministre du Commerce et de l'Industrie            |        |                         |                |
| Julius Stjernvall (1874–1939)                     | RKP    | 27.11.1918 – 17.4.1919  | Ingman I       |
| Juho Vennola (1872–1938)                          | Ed.    | 17.4.1919 – 15.8.1919   | K. Castrén     |
| Eero Erkko (1860–1927)                            | Ed.    | 15.8.1919 – 15.3.1920   | Vennola I      |
| Leo Ehrnrooth (1877–1951)                         | RKP    | 15.3.1920 – 12.8.1920   | Erich          |
| Hjalmar J. Procopé (1889–1954)                    | RKP    | 19.8.1920 – 9.4.1921    | Erich          |
| Erkki Makkonen (1882–1934)                        | Ed.    | 9.4.1921 – 2.6.1922     | Vennola II     |
| Aukusti Aho (1867–1934)                           | Amm.   | 2.6.1922 – 14.11.1922   | Cajander I     |
| Aukusti Aho (1867–1934)                           | Amm.   | 30.11.1922 – 18.1.1924  | Kallio I       |
| Hjalmar J. Procopé (1889–1954)                    | Amm.   | 19.1.1924 – 31.5.1924   | Cajander II    |
| Axel Palmgren (1867–1939)                         | RKP    | 31.5.1924 – 31.3.1925   | Ingman II      |
| Yrjö Pulkkinen (1875–1945)                        | Kok.   | 31.3.1925 – 31.12.1925  | Tulenheimo     |
| Tyko Reinikka (1887–1964)                         | ML     | 31.12.1925 – 13.12.1926 | Kallio II      |
| Väinö Hupli (1886–1934)                           | SDP    | 13.12.1926 – 17.12.1927 | Tanner         |
| P. V. Heikkinen (1883–1959)                       | ML     | 17.12.1927 – 22.12.1928 | Sunila I       |
| Kyösti Järvinen (1869–1957)                       | Amm.   | 22.12.1928 – 16.8.1929  | Mantere        |
| P. V. Heikkinen (1883–1959)                       | ML     | 16.8.1929 – 4.7.1930    | Kallio III     |
| Axel Solitander (1878–1944)                       | Amm.   | 4.7.1930 – 21.3.1931    | Svinhufvud II  |
| Axel Palmgren (1867–1939)                         | RKP    | 21.3.1931 – 14.12.1932  | Sunila II      |
| Ilmari Killinen (1876–1941)                       | Ed.    | 30.12.1932 – 6.3.1936   | Kivimäki       |
| Atte Arola (1893–1964)                            | ML     | 6.3.1936 – 7.10.1936    | Kivimäki       |
| Kalle Kauppi (1892–1961)                          | Ed.    | 7.10.1936 – 12.3.1937   | Kallio IV      |
| Väinö Voionmaa (1869–1947)                        | SDP    | 12.3.1937 – 1.12.1938   | Cajander III   |
| Väinö Kotilainen (1887–1959)                      | Amm.   | 1.12.1939 – 15.8.1940   | Ryti I         |
| Väinö Kotilainen (1887–1959)                      | Amm.   | 1.12.1939 – 15.8.1940   | Ryti II        |
| Toivo Salmio (1882–1973)                          | SDP    | 23.8.1940 – 3.7.1941    |                |
| Toivo Salmio (1882–1973)                          | SDP    | 23.8.1940 – 3.7.1941    | Rangell        |
| Väinö Tanner (1881–1966)                          | SDP    | 3.7.1941 – 22.5.1942    |                |
| Uuno Takki (1901–1968)                            | SDP    | 22.5.1942 – 5.3.1943    |                |
| Uuno Takki (1901–1968)                            | SDP    | 5.3.1943 – 8.8.1944     | Linkomies      |
| Uuno Takki (1901–1968)                            | SDP    | 8.8.1944 – 21.9.1944    | Hackzell       |
| Uuno Takki (1901–1968)                            | SDP    | 21.9.1944 – 17.11.1944  | U. Castrén     |
| Åke Gartz (1888–1974)                             | Amm    | 17.11.1944 – 17.4.1945  | Paasikivi II   |
| Åke Gartz (1888–1974)                             | Amm    | 17.4.1945 – 26.3.1948   | Paasikivi III  |
| Uuno Takki (1901–1968)                            | SDP    | 26.3.1946 – 29.7.1948   | Pekkala        |
| Uuno Takki (1901–1968)                            | SDP    | 29.7.1948 – 17.3.1950   | Fagerholm I    |
| Sakari Tuomioja (1911–1964)                       | Ed.    | 17.3.1950 – 30.9.1950   | Kekkonen I     |
| Teuvo Aura (1912–1999)                            | Ed.    | 30.9.1950 – 17.1.1951   | Kekkonen I     |
| Penna Tervo (1901–1956)                           | SDP    | 17.1.1951 – 9.7.1953    | Kekkonen II    |
| Penna Tervo (1901–1956)                           | SDP    | 17.1.1951 – 9.7.1953    | Kekkonen III   |
| Teuvo Aura (1912–1999)                            | Amm.   | 9.7.1953 – 5.5.1954     | Kekkonen IV    |
| Teuvo Aura (1912–1999)                            | Amm.   | 9.7.1953 – 5.5.1954     | Tuomioja       |
| Penna Tervo (1901–1956)                           | SDP    | 5.5.1954 – 20.10.1954   | Törngren       |
| Aarre Simonen (1913–1977)                         | SDP    | 20.10.1954 – 3.3.1956   | Kekkonen V     |
| Kauno Kleemola (1906–1965)                        | ML     | 3.3.1956 – 27.5.1957    | Fagerholm II   |
| Esa Kaitila (1909–1975)                           | SK     | 27.5.1957 – 29.11.1957  | Sukselainen I  |
| Lauri Kivekäs (1903–1998)                         | Amm.   | 29.11.1957 – 29.8.1958  | von Fieandt    |
| Lauri Kivekäs (1903–1998)                         | Amm.   | 29.11.1957 – 29.8.1958  | Kuuskoski      |
| Onni Hiltunen (1895–1971)                         | SDP    | 29.8.1958 – 13.1.1959   | Fagerholm III  |
| Ahti Karjalainen (1923–1990)                      | ML     | 13.1.1959 – 19.6.1961   | Sukselainen II |
| Björn Westerlund (1912–2009)                      | RKP    | 19.6.1961 – 14.7.1961   | Sukselainen II |
| Ilmari Hustich (1911–1982)                        | Amm.   | 14.7.1961 – 13.4.1962   | Miettunen I    |
| T. A. Wiherheimo (1898–1970)                      | Kok.   | 13.4.1962 – 18.12.1963  | Karjalainen I  |
| Olavi J. Mattila (1918–2013)                      | Amm.   | 18.12.1963 – 12.9.1964  | Lehto          |
| T. A. Wiherheimo (1898–1970)                      | Kok.   | 12.9.1964 – 27.5.1966   | Virolainen     |
| Olavi Salonen (1914–1998)                         | SDP    | 27.5.1966 – 22.3.1968   | Paasio I       |
| Grels Teir (1916–1999)                            | RKP    | 22.3.1968 – 14.5.1970   | Koivisto I     |
| Olavi J. Mattila (1918–2013)                      | Amm.   | 14.5.1970 – 15.7.1970   | Aura I         |
| Arne Berner (1927–1988)                           | LKP    | 15.7.1970 – 29.10.1971  | Karjalainen II |
| Gunnar Korhonen (1918–2001)                       | Amm.   | 29.10.1971 – 23.2.1972  | Aura II        |
| Jussi Linnamo (1924–2004)                         | SDP    | 23.2.1972 – 4.9.1972    | Paasio II      |
| Grels Teir (1916–1999)                            | RKP    | 4.9.1972 – 31.12.1972   | Sorsa I        |
| Jan-Magnus Jansson (1922–2003)                    | RKP    | 1.1.1973 – 30.9.1974    | Sorsa I        |
| Kristian Gestrin (1929–1990)                      | RKP    | 1.10.1974 – 13.6.1975   | Sorsa I        |
| Arvo Rytkönen (1929–1980)                         | Amm    | 13.6.1975 – 30.11.1975  | Liinamaa       |
| Eero Rantala (1941–2019)                          | SDP    | 30.11.1975 – 29.9.1976  | Miettunen II   |
| Arne Berner (1927–1988)                           | LKP    | 29.9.1976 – 15.5.1977   | Miettunen III  |
| Eero Rantala (1941–2019)                          | SDP    | 15.5.1977 – 26.5.1979   | Sorsa II       |
| Ulf Sundqvist (1945-)                             | SDP    | 26.5.1979 – 30.6.1981   | Koivisto II    |
| Pirkko Työläjärvi (1938-)                         | SDP    | 1.7.1981 – 19.2.1982    | Koivisto II    |
| Esko Ollila (1940–2018)                           | Kesk.  | 19.2.1982 – 6.5.1983    | Sorsa III      |
| Seppo Lindblom (1935-)                            | SDP    | 6.5.1983 – 30.4.1987    | Sorsa IV       |
| Ilkka Suominen (1939-)                            | Kok.   | 30.4.1987 – 26.4.1991   | Holkeri        |
| Kauko Juhantalo (1942–2020)                       | Kesk.  | 26.4.1991 – 3.8.1992    | Aho            |
| Pekka Tuomisto (1940-)                            | Kesk.  | 3.8.1992 – 31.7.1993    | Aho            |
| Seppo Kääriäinen (1948-)                          | Kesk.  | 1.8.1993 – 13.4.1995    | Aho            |
| Antti Kalliomäki (1947-)                          | SDP    | 13.4.1995 – 15.4.1999   | Lipponen I     |
| Erkki Tuomioja (1946-)                            | SDP    | 15.4.1999 – 25.2.2000   | Lipponen II    |
| Sinikka Mönkäre (1947-)                           | SDP    | 25.2.2000 – 17.4.2003   | Lipponen II    |
| Mauri Pekkarinen (1947-)                          | Kesk   | 17.4.2003 – 23.6.2003   | Jäätteenmäki   |
| Mauri Pekkarinen (1947-)                          | Kesk   | 23.6.2003 – 18.4.2007   | Vanhanen I     |
| Mauri Pekkarinen (1947-)                          | Kesk   | 19.4.2007–31.12.2007    | Vanhanen II    |
| Ministre de l'Économie                            |        |                         |                |
| Mauri Pekkarinen (1947-)                          | Kesk   | 1.1.2008–22.6.2010      | Vanhanen II    |
| Mauri Pekkarinen (1947-)                          | Kesk   | 22.6.2010–22.6.2011     | Kiviniemi      |
| Jyri Häkämies (1961-)                             | Kok.   | 22.6.2011–16.11.2012    | Katainen       |
| Jan Vapaavuori (1965-)                            | Kok    | 16.11.2012–24.06.2014   | Katainen       |
| Jan Vapaavuori (1965-)                            | Kok    | 24.6.2014–29.5.2015     | Stubb          |
| Olli Rehn (1962-)                                 | Kesk   | 29.5.2015–29.12.2016    | Sipilä         |
| Mika Lintilä (1966-)                              | Kesk   | 29.12.2016–06.06.2019   | Sipilä         |
| Katri Kulmuni (1987-)                             | Kesk.  | 06.06.2019–10.12.2019   | Rinne          |
| Mika Lintilä (1966-)                              | Kesk.  | 10.12.2019–20.06.2023   | Marin          |
| Vilhelm Junnila (1982-)                           | PS     | 20.06.2023–06.07.2023   | Orpo           |
| Wille Rydman (1986-)                              | PS     | 06.07.2023–en cours     | Orpo           |

## Ministres à temps partiel
Le mandat des ministres dans d'autres ministères a inclus certaines questions liées au ministère de l'Emploi et de l'Économie.
| Ministre                  | Parti | Période             | Gouvernement | Portefeuille                               | Domaine               |
| ------------------------- | ----- | ------------------- | ------------ | ------------------------------------------ | --------------------- |
| Kimmo Tiilikainen (1966-) | Kesk. | 5.5.2017 – 6.6.2019 | Sipilä       | Ministre du Logement et de l'Environnement | Affaires énergétiques |

## Autres ministres dans des précédents ministères

### Ministre du Commerce et de l'Industrie

#### Deuxième ministre
| Ministre                                    | Parti                                       | Période                                     | Gouvernement                                |
| Vice-Ministre du Commerce et de l'Industrie | Vice-Ministre du Commerce et de l'Industrie | Vice-Ministre du Commerce et de l'Industrie | Vice-Ministre du Commerce et de l'Industrie |
| ------------------------------------------- | ------------------------------------------- | ------------------------------------------- | ------------------------------------------- |
| T. A. Wiherheimo (1898–1970)                | Kok.                                        | 17.11.1953 – 5.5.1954                       | Tuomioja                                    |
| Aarno Niini (1905–1972)                     | amm.                                        | 18.12.1963 – 12.9.1964                      | Lehto                                       |
| Väinö Leskinen (1917–1972)                  | SDP                                         | 22.3.1968 – 14.5.1970                       | Koivisto I                                  |
| Olavi Salonen (1914–1998)                   | SDP                                         | 26.3.1971 – 29.10.1971                      | Karjalainen II                              |
| Seppo Lindblom (1935-)                      | SDP                                         | 23.2.1972 – 4.9.1972                        | Paasio II                                   |
| Jorma Uitto (1921–2009)                     | amm.                                        | 13.6.1975 – 30.11.1975                      | Liinamaa                                    |

#### Ministre à temps partiel
| Ministre                          | Parti | Période                | Gouvernement   | Portefeuille                                                                |
| --------------------------------- | ----- | ---------------------- | -------------- | --------------------------------------------------------------------------- |
| Uuno Takki (1901–1968)            | SDP   | 15.6.1945 – 26.3.1946  | Paasikivi III  | Vice-Ministre du Bien-être                                                  |
| Onni Toivonen (1894–1968)         | SDP   | 11.11.1949 – 17.3.1950 | Fagerholm III  | Ministre du Bien-être                                                       |
| Teuvo Aura (1912–1999)            | amm.  | 2.9.1957 – 29.11.1957  | Sukselainen I  | Ministre de l'Intérieur                                                     |
| T. A. Wiherheimo (1898–1970)      | Kok.  | 29.8.1958 – 13.1.1959  | Fagerholm III  | Ministre de la Défense                                                      |
| Pauli Lehtosalo (1910–1989)       | ML    | 29.9.1959 – 14.7.1961  | Sukselainen II | Vice-Ministre des Finances (–14.4.1961) Ministre de la Justice (14.4.1961–) |
| Pauli Lehtosalo (1910–1989)       | ML    | 25.8.1961 – 13.4.1962  | Miettunen I    | Ministre de la Justice                                                      |
| K. F. Haapasalo (1912–2002)       | SDP   | 15.7.1970 – 26.3.1971  | Karjalainen II | Ministre des Transports                                                     |
| Olavi J. Mattila (1918–2013)      | amm.  | 16.9.1970 – 29.10.1971 | Karjalainen II | Vice-Ministre des affaires étrangères                                       |
| Reino Rossi (1919–1985)           | amm.  | 29.10.1971 – 23.2.1972 | Aura II        | Vice-Ministre des affaires étrangères                                       |
| Jussi Linnamo (1924–2004)         | SDP   | 4.9.1972 – 5.5.1973    | Sorsa I        | Vice-Ministre des affaires étrangères                                       |
| Jermu Laine (1931-)               | SDP   | 5.5.1973 – 13.6.1975   | Sorsa I        | Vice-Ministre des affaires étrangères                                       |
| Sakari Lehto (1923–2006)          | amm.  | 12.12.1975 – 29.9.1976 | Miettunen II   | Vice-Ministre des affaires étrangères                                       |
| Carl Göran Aminoff (1916–2001)    | RKP   | 29.9.1976 – 15.5.1977  | Miettunen III  | Vice-Ministre des affaires étrangères                                       |
| Johannes Koikkalainen (1915–1998) | SDP   | 26.5.1979 – 19.2.1982  | Koivisto II    | Vice-Ministre de l'Intérieur                                                |
| Esko Rekola (1919–2014)           | amm.  | 26.5.1979 – 19.2.1982  | Koivisto II    | Vice-Ministre des affaires étrangères                                       |
| Esko Rekola (1919–2014)           | amm.  | 19.2.1982 – 31.12.1982 | Sorsa III      | Vice-Ministre des affaires étrangères                                       |
| Matti Ahde (1945–2019)            | SDP   | 19.2.1982 – 6.5.1983   | Sorsa III      | Ministre de l'Intérieur                                                     |
| Arne Berner (1927–1988)           | LKP   | 31.12.1982 – 6.5.1983  | Sorsa III      | Vice-Ministre des affaires étrangères                                       |
| Matti Ahde (1945–2019)            | SDP   | 6.5.1983 – 30.9.1983   | Sorsa III      | Ministre des affaires étrangères                                            |
| Jermu Laine (1931-)               | SDP   | 6.5.1983 – 30.4.1987   | Sorsa IV       | Vice-Ministre des affaires étrangères                                       |
| Pekka Vennamo (1944-)             | SMP   | 30.4.1987 – 1.9.1989   | Holkeri        | Vice-Ministre des Transports                                                |
| Pertti Salolainen (1940-)         | Kok.  | 30.4.1987 – 26.4.1991  | Holkeri        | Vice-Ministre des affaires étrangères                                       |
| Pertti Salolainen (1940-)         | Kok.  | 26.4.1991 – 13.4.1995  | Aho            | Vice-Ministre des affaires étrangères                                       |
| Ole Norrback (1941-)              | RKP   | 13.4.1995 – 15.4.1999  | Lipponen I     | Vice-Ministre des affaires étrangères                                       |
| Kimmo Sasi (1952-)                | Kok.  | 15.4.1999 – 4.1.2002   | Lipponen II    | Vice-Ministre du Commerce extérieur                                         |
| Jari Vilén (1964-)                | Kok.  | 4.1.2002 – 17.4.2003   | Lipponen II    | Vice-Ministre du Commerce extérieur                                         |
| Paula Lehtomäki (1972-)           | Kesk. | 17.4.2003 – 24.6.2003  | Jäätteenmäki   | Ministre du Commerce extérieur et du Développement                          |

### Ministre du Travail

#### Ministre à temps partiel
| Ministre                      | Parti | Période               | Gouvernement | Portefeuille                                          |
| ----------------------------- | ----- | --------------------- | ------------ | ----------------------------------------------------- |
| Terttu Huttu-Juntunen (1951-) | Vas.  | 13.4.1995 – 31.3.1997 | Lipponen I   | Vice-ministre des Affaires sociales et de la Santé    |
| Liisa Hyssälä (1948-)         | Kesk. | 19.4.2007 – 1.1.2008  | Vanhanen II  | Vice-ministre des Affaires sociales et de la Santé    |
| Astrid Thors (1957-)          | RKP   | 19.4.2007 – 1.1.2008  | Vanhanen II  | Ministre de l'Immigration et des Affaires européennes |